# 蘭布蒂奧島

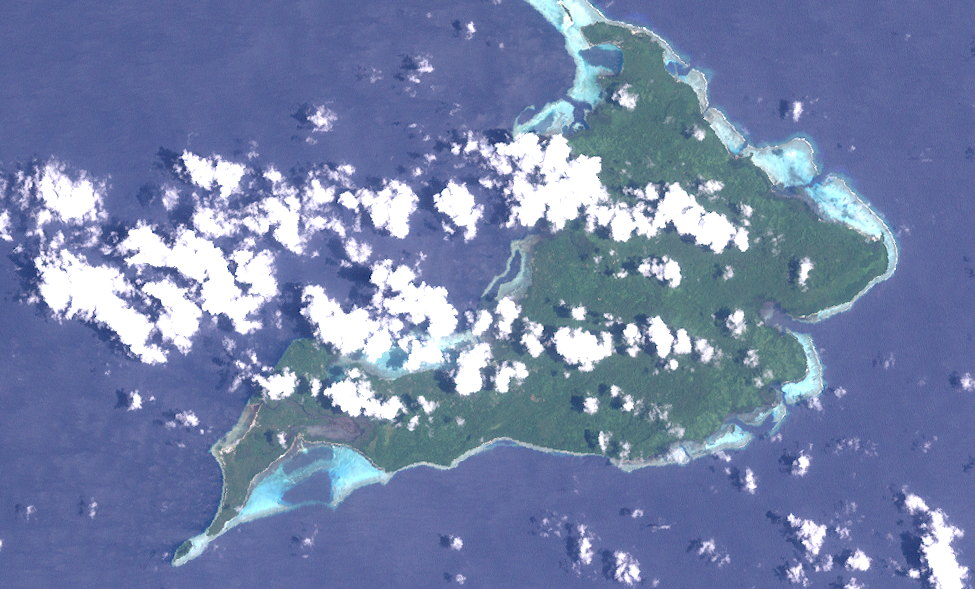
蘭布蒂奧島衛星圖

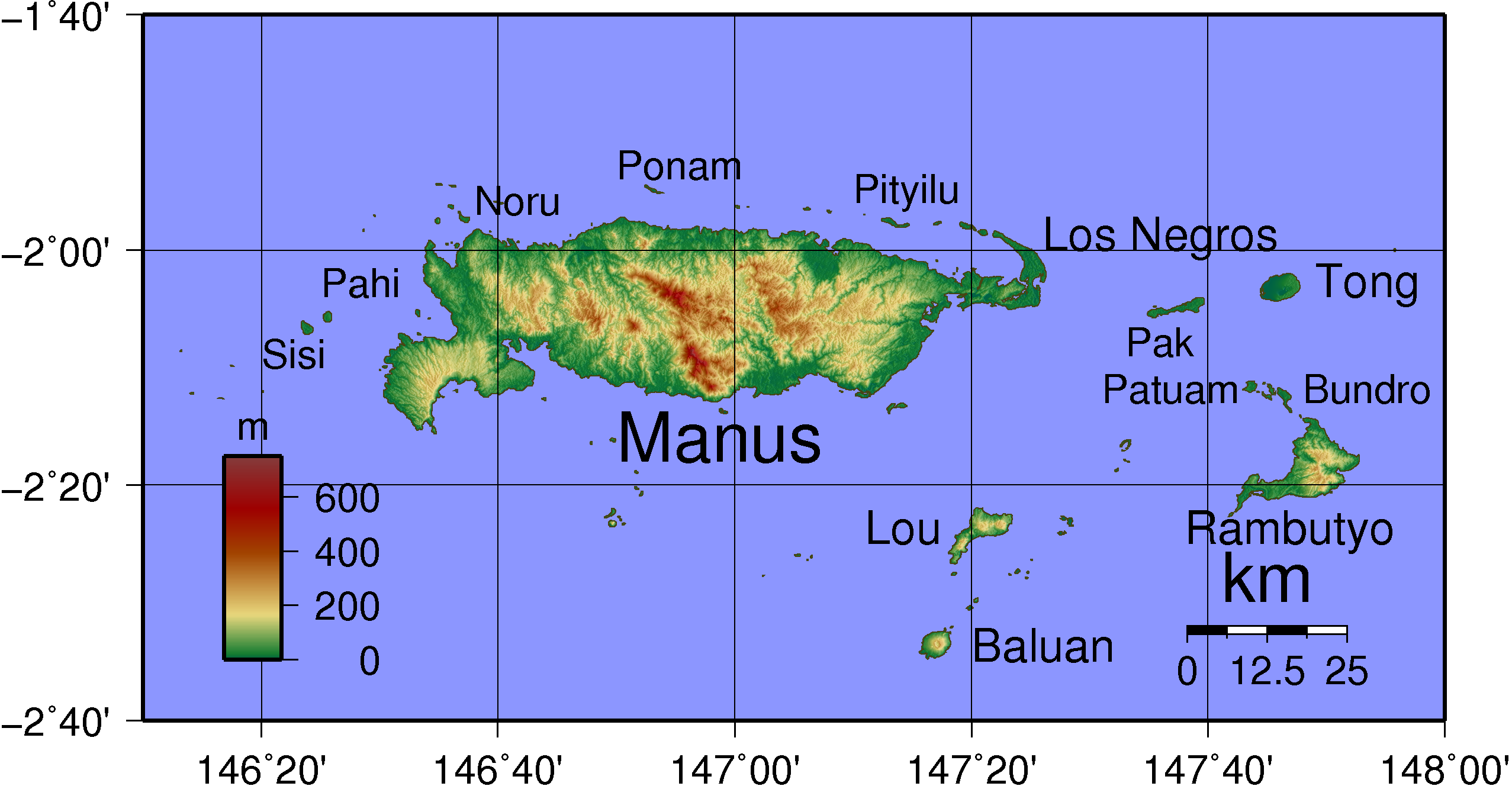
蘭布蒂奧島位於圖右下方

蘭布蒂奧島（Rambutyo Island）或稱拉姆布索島（Rambutso Island）是巴布亞新畿內亞馬努斯省的島嶼，位於馬努斯島東南50公里的俾斯麥海，屬於阿德默勒尔蒂群島的一部分，長17公里、寬8公里，面積88平方公里，最高點海拔高度306米，島上人口約1,000。